# Lipka (województwo dolnośląskie)
Lipka – wieś w Polsce położona w województwie dolnośląskim, w powiecie oleśnickim, w gminie Dziadowa Kłoda.

## Podział administracyjny
W latach 1954–1968 wieś należała i była siedzibą władz gromady Lipka, po jej zniesieniu w gromadzie Dziadowa Kłoda. W latach 1975–1998 miejscowość administracyjnie należała do województwa kaliskiego.